# Carlos XV da Suécia
Carlos XV & IV (Estocolmo, 3 de maio de 1826 – Malmö, 18 de setembro de 1872) foi rei da Suécia como Karl XV e rei da Noruega como Karl IV, de 1859 até sua morte em 1872.                                                                                                                             Era o filho mais velho do rei Óscar I e da rainha Josefina, e foi o primeiro monarca da Casa de Bernadotte nascido na Suécia. Gozou de grande popularidade. O seu reinado ficou, todavia, marcado por uma diminuição sucessiva do poder real e um aumento sucessivo do poder do conselho de estado (statsråd).

## Biografia
Nascido em Estocolmo, já no nascimento foi outorgado o título de príncipe herdeiro e de duque de Skåne. Casou-se em 19 de junho de 1851 com Luísa dos Países Baixos, sobrinha de Guilherme II dos Países Baixos. Foi brevemente vice-rei na Noruega em 1856 e 1857. Assumiu a regência em 25 de setembro de 1857 ante a doença de seu pai. Quando Óscar I faleceu em 1860, o príncipe foi nomeado novo monarca dos reinos unidos da Suécia e Noruega. Na Suécia foi coroado em 3 de maio de 1860 e na Noruega, em 5 de agosto.

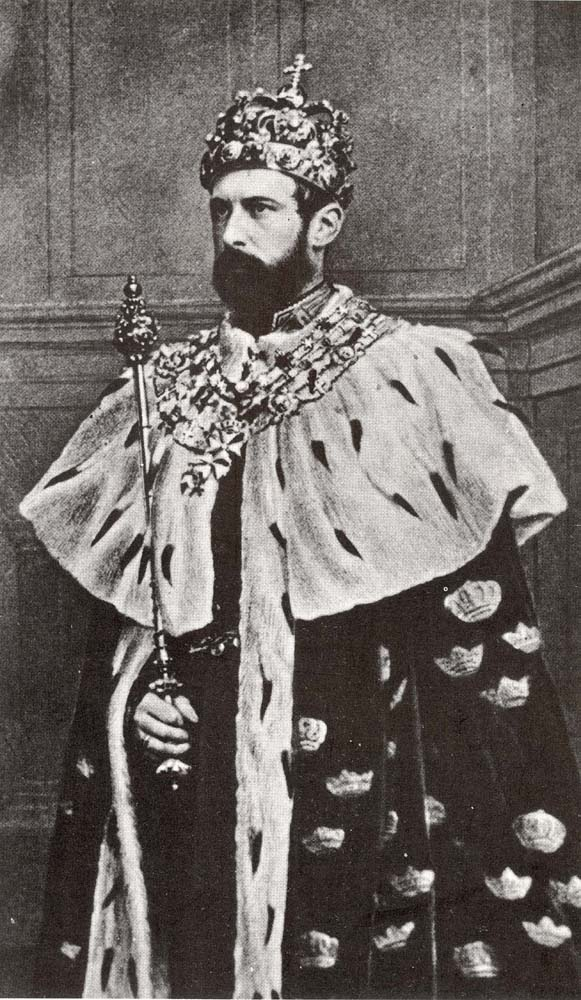
Carlos XV da Suécia.

Era um defensor e promotor do Escandinavismo e da solidariedade política entre os três reinos nórdicos (Suécia, Noruega e Dinamarca). Ele estabeleceu relações de amizade com o rei Frederico VII da Dinamarca, a quem prometeu em julho de 1863 ajuda militar para proteger o ducado de Schleswig da invasão prussiano. O apoio militar, no entanto, nunca chegou por razões políticas internas na Suécia.
O rei fortaleceu e mudou radicalmente a política interna sueca com a reforma do parlamento. Em 1860 o monarca lançou sua proposta de "Estado democrático" e após discussões com os membros do seu governo, em 1863 Louis Gerhard De Geer introduziu uma proposta de reforma que rompeu com a formação do "Parlamento de estados". Depois de quase três anos de discussão, a emenda foi aprovada em 22 de junho de 1866.
Leis municipais foram alteradas e as mulheres tinham o direito de votar pela primeira vez nas eleições municipais. Durante o seu reinado a liberdade religiosa foi estendida para o ambiente jurídico e político. Havia novas leis penais e continuou a política de desenvolvimento econômico de Óscar I, que incluiu uma melhoria significativa da infraestrutura e da promoção da industrialização, também construindo uma extensa rede ferroviária.
No início de 1871 sua saúde declinou, coincidindo com a morte de sua esposa, a rainha Luísa, em 30 de março de 1871. Depois de uma viagem relaxante para Aachen, o rei viveu por um tempo no Palácio de Ulriksdal, nos arredores de Estocolmo, de onde ele se mudou para Malmö. Naquela cidade ele morreu em 18 de setembro de 1872. Seu corpo foi sepultado na Igreja de Riddarholmen em Estocolmo.

## Descendência
Carlos e Luísa tiveram dois filhos. A primeira foi a princesa Luísa, que nasceu em 31 de outubro de 1851 e posteriormente se casou com o rei Frederico VIII da Dinamarca. O segundo filho foi o príncipe Carlos Óscar, Duque de Sudermânia, que nasceu em 14 de dezembro de 1852, porém que morreu pouco mais de um ano depois de seu nascimento devido a pneumonia.
Carlos também gerou um filho ilegítimo, Carl Johan Bolander, nascido em 4 de fevereiro de 1854, pai do bispo Nils Bolander e uma filha, Ellen Svensson Hammar (28 de outubro de 1865 - 1931), e há rumores de que ele tinha mais filhos extraconjugais.

## Vida intelectual

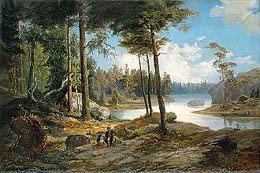
Vista de Värmdö (1865).

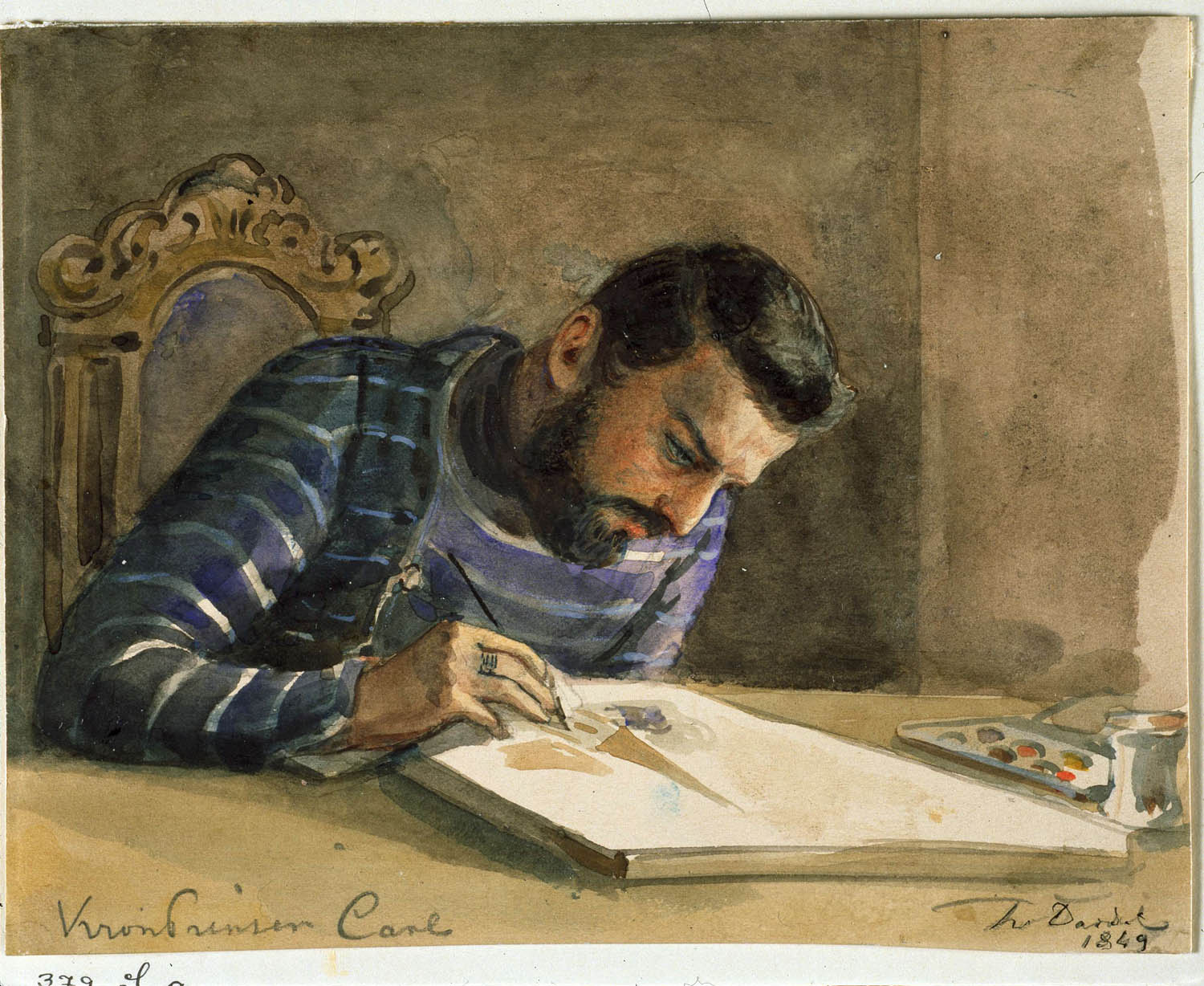
Carlos pintando.

Durante seu mandato como vice-rei da Noruega, Carlos compôs histórias em prosa. Ao retornar à Suécia, ele tentaria, sem sucesso, obter um prêmio na Academia Sueca. Ele também cultivou alguns ensaios políticos e de administração do exército. Sua obra literária mais conhecida são duas coleções de poemas: Uma coleção de poemas de C. e Pequenos poemas de C., que seriam traduzidos para várias línguas.
Foi um colecionador de arte e incentivou o desenvolvimento da arte nacional sueca e norueguesa. Ele também foi um pintor talentoso, retratando principalmente paisagens típicas da Escandinávia. Sua coleção inclui quase 500 pinturas, principalmente de artistas suecos. Grande parte de sua coleção de arte e artesanato foi doada ao estado sueco em seu testamento. Suas pinturas podem ser encontradas nos principais museus de arte suecos e em algumas galerias norueguesas.
Algumas pinturas:
- Vista de Värmdö (1865)
- Vista de Ulriksdal (1868)
- Paisagem noruega à luz do amanhecer (década de 1860)
- Junto ao riacho do bosque (década de 1860)

## Títulos e brasões

### Títulos e estilos
- 3 de maio de 1826 – 8 de março de 1844: "Sua Alteza Real, Príncipe Carlos da Suécia, Duque da Escânia"
- 8 de março de 1844 – 8 de julho de 1859: "Sua Alteza Real, Príncipe Herdeiro Carlos da Suécia, Duque da Escânia"
- 8 de julho de 1859 – 18 de setembro de 1872: "Sua Majestade, o Rei da Suécia e Noruega"

### Brasões
| Brasão de Carlos como Duque da Escânia (1826–1844) | Brasão de Carlos como Príncipe Herdeiro (1844–1859) | Brasão de Carlos XV & IV como Rei da Suécia e Noruega (1859–1872) |